# De nos frères blessés
De nos frères blessés est un roman de Joseph Andras paru le 11 mai 2016 aux éditions Actes Sud et lauréat du prix Goncourt du premier roman la même année.

## Historique du roman
Initialement non retenu dans la liste du prix Goncourt du premier roman 2016, le roman en est finalement le lauréat, le 9 mai 2016, par cinq voix contre quatre à Catherine Poulain pour Le Grand Marin et une voix à Loulou Robert pour Bianca,,, soit – fait exceptionnel – deux jours avant sa sortie en librairie. C'est le deuxième Goncourt du premier roman consécutif pour les éditions Actes Sud, qui plus est autour de la thématique de la guerre d'Algérie, après Meursault, contre-enquête de Kamel Daoud récompensé l'année précédente.
Trois jours plus tard, l'auteur, Joseph Andras, envoie une lettre à l'Académie Goncourt pour décliner le prix et sa dotation, justifiant sa décision en déclarant que « la compétition, la concurrence et la rivalité sont à [s]es yeux des notions étrangères à l’écriture et à la création ». Cette démarche, relativement inhabituelle, renforce les interrogations sur cet écrivain inconnu,,,. À la suite de ces interrogations, Joseph Andras accorde des entretiens à L'Humanité et au supplément littéraire du quotidien de Beyrouth L'Orient-Le Jour dans lesquels il explique ses motivations et son travail de romancier pour saluer la mémoire de Fernand Iveton ainsi que, à nouveau, les raisons de son refus du prix,,.

## Résumé
Le roman retrace la vie du militant communiste Fernand Iveton, qui fut le seul Européen exécuté durant la guerre d'Algérie en raison de son engagement et de ses actions auprès du FLN. Le roman d'Andras est fondé sur l'ouvrage de référence[réf. nécessaire] de Jean-Luc Einaudi Pour l’exemple, l’affaire Fernand Iveton et se conclut ainsi : « Ces pages n'auraient pas pu être écrites sans le patient travail d'enquête de Jean-Luc Einaudi – qu'il en soit, bien que disparu, remercié ici. »

## Éditions
- Actes Sud, Arles, 2016  (ISBN 978-2-330-06322-1).

## Adaptation

### Adaptation au théâtre
Le roman est adapté au théâtre par le Collectif Satori, dans la mise en scène de Fabrice Henry, présentée du 20 février au 10 mars 2018 au théâtre Les Déchargeurs à Paris.
La compagnie Oh Z'arts etc... a créé en 2022 un récit-concert adapté du roman de Joseph Andras. Baptisé "Libre Penseur" le spectacle, en 2024, avait été joué plus de 60 fois. 

### Adaptation au cinéma
2022 : De nos frères blessés, film français adapté par Hélier Cisterne et Katell Quillévéré et réalisé par Hélier Cisterne avec Vincent Lacoste dans le rôle de Fernand Iveton.